# Potameia tomentella
Potameia tomentella är en lagerväxtart som beskrevs av H. van der Werff. Potameia tomentella ingår i släktet Potameia och familjen lagerväxter. Inga underarter finns listade i Catalogue of Life.